# Awakening Promise/夢想從此啓程
《Awakening Promise/夢想從此啓程》（Awakening Promise/夢がここからはじまるよ）是電視動畫《Love Live! 虹咲學園學園偶像同好會》插入曲，於2021年1月13日發售。

## 概要
本單曲為電視動畫《Love Live! 虹咲學園學園偶像同好會》插入曲。 〈Awakening Promise〉、〈夢想從此啓程〉為動畫第12、13話插曲。

## 收錄曲目
括號中的中文翻譯僅供參考，並非官方翻譯。
收錄內容
1. Awakening Promise 
  - 作詞：Ayaka Miyake，作曲、編曲：Keisuke Koyama
  - 歌：上原步夢（大西亞玖璃）
  - TV動畫《Love Live! 虹咲學園學園偶像同好會》第12話插曲。

2. （夢想從此啓程）
  - 作詞：Ayaka Miyake，作曲、編曲：中村步、野口大志
  - 歌：虹咲學園學園偶像同好會
  - TV動畫《Love Live! 虹咲學園學園偶像同好會》第13話插曲。

3. Awakening Promise (Off Vocal)